# Oria Mahmoud
Oria Mahmoud est une boxeuse française née le 3 août 1983.

## Carrière sportive
En 2001 , elle remporte la médaille d'or aux championnats d'Europe amateur à Saint-Amand-les-Eaux en moins de 45 kg (poids pailles) et est ainsi la première Française sacrée championne d'Europe de boxe anglaise. Elle est sacrée championne de France en 2002, 2003 et 2006.